# پیز لاد (کوه‌های آلپ اورتلر)
پیز لاد (به لاتین: Piz Lad) یک کوه در سوئیس است که در کانتون گراوبوندن واقع شده‌است. پیز لاد ۲٬۸۸۲ متر بالاتر از سطح دریا واقع شده‌است.